# Santa Eulàlia (pailebot 1919)
El pailebot Santa Eulàlia és un veler històric característic de la mar Mediterrània occidental i representatiu de la navegació de cabotatge. L'any 1919 va ser avarat a Torrevella (Alacant) i el 2011 va ser declarat Bé Cultural d'Interès Nacional per la Generalitat de Catalunya.
L'any 1998 el Museu Marítim de Barcelona inicià la seva restauració i el rebatejà amb aquest nom en honor de la co-patrona de la ciutat de Barcelona, Santa Eulàlia. Actualment el pailebot Santa Eulàlia es troba amarrat al Moll de la Fusta del Port Vell de Barcelona i es pot visitar.

## Història
L'any 1918, l'armador Pascual Flores Benavent va ordenar construir dos pailebots idèntics de tres pals a les drassanes Marí de Torrevella que va batejar amb els noms dels seus fills, Carmen Flores i Pascual Flores. El veler Carmen Flores (avui Santa Eulàlia) va ser avarat el gener de 1919 i es va dedicar al transport de cereals, fusta, sal i minerals principalment.
Entre els anys 1919 i 1927 va navegar pel Mediterrani i també va creuar l'oceà Atlàntic en dues ocasions amb destí a l'illa de Cuba.
El juliol del 1928 l'armador mallorquí Jaume Oliver el transformà traient el pal de mitjana i afegint-li motor per convertir-lo en un motoveler de dos pals. L'any 1931 la nau adoptà el nom Puerto de Palma i es va dedicar a fer mercat negre entre Barcelona i les Balears, fins que fou decomissada per contraban.
Després, sota el nom Cala San Vicenç, la Naviera Mallorquina el va utilitzar com a paquebot per al transport de passatgers i càrrega durant gairebé 40 anys. El 1973 l'empresa Sayremar l'adquirí i el 1975 el va modernitzar sota el nou nom de Sayremar Uno per tal fer-ne un vaixell auxiliar en treballs submarins i de salvament.
En aquesta darrera època, l'any 1997, fou adquirit pel Museu Marítim de Barcelona per iniciar el procés de restauració, reconstrucció i habilitació del pailebot com a vaixell operatiu, conservant tot allò que fou possible i fent de nou algunes parts com l'arboradura i l'eixàrcia. Aquest cop va rebre el nom definitiu de Santa Eulàlia.
Actualment és el vaixell insígnia del Museu Marítim de Barcelona i un recurs per programes educatius i activitats pedagògiques i ciutadanes relacionades amb el mar. El 28 de juny de 2011 va ser declarat pel Govern de la Generalitat de Catalunya Bé Cultural d'Interès Nacional (BCIN).

## Galeria

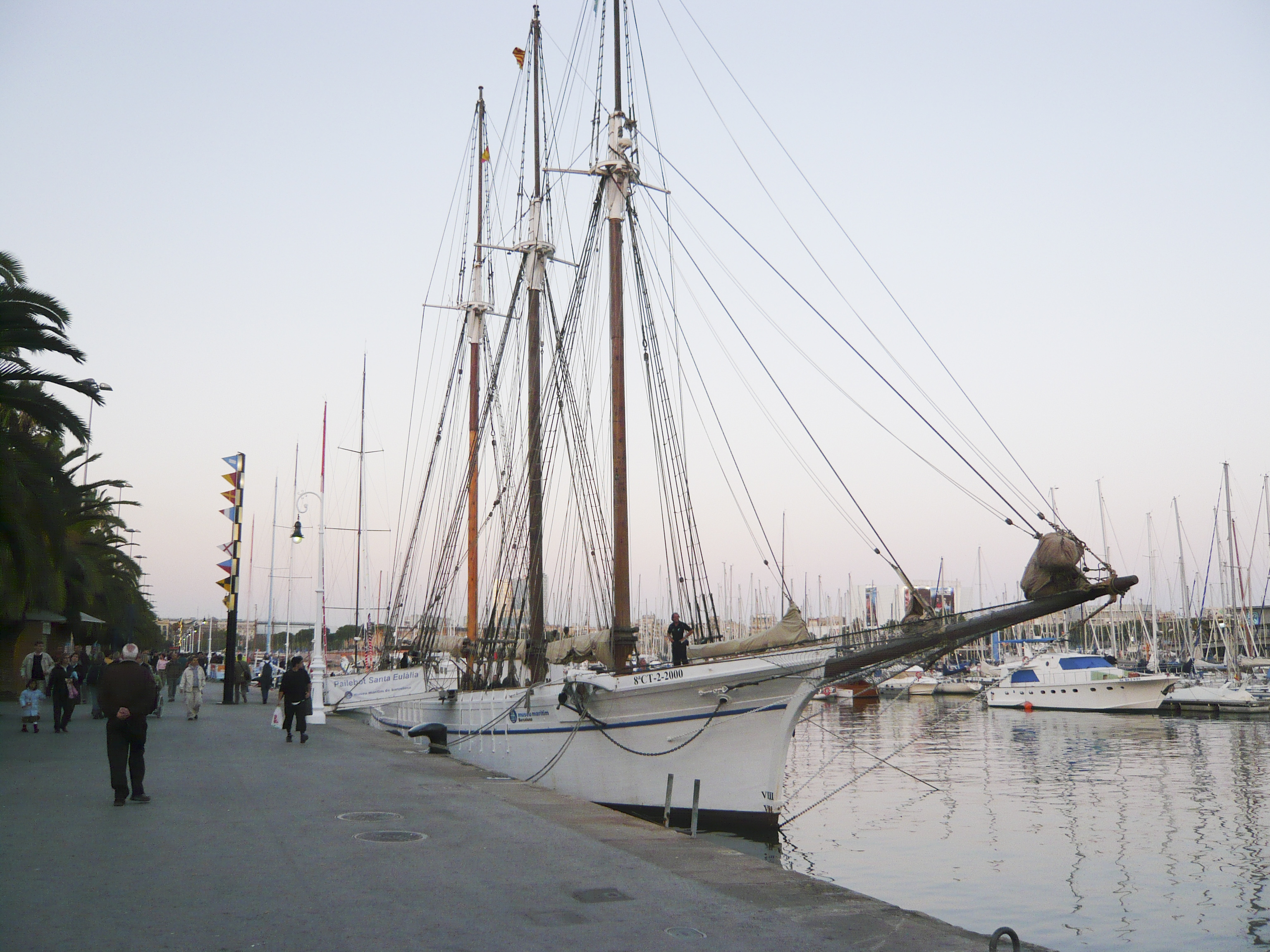
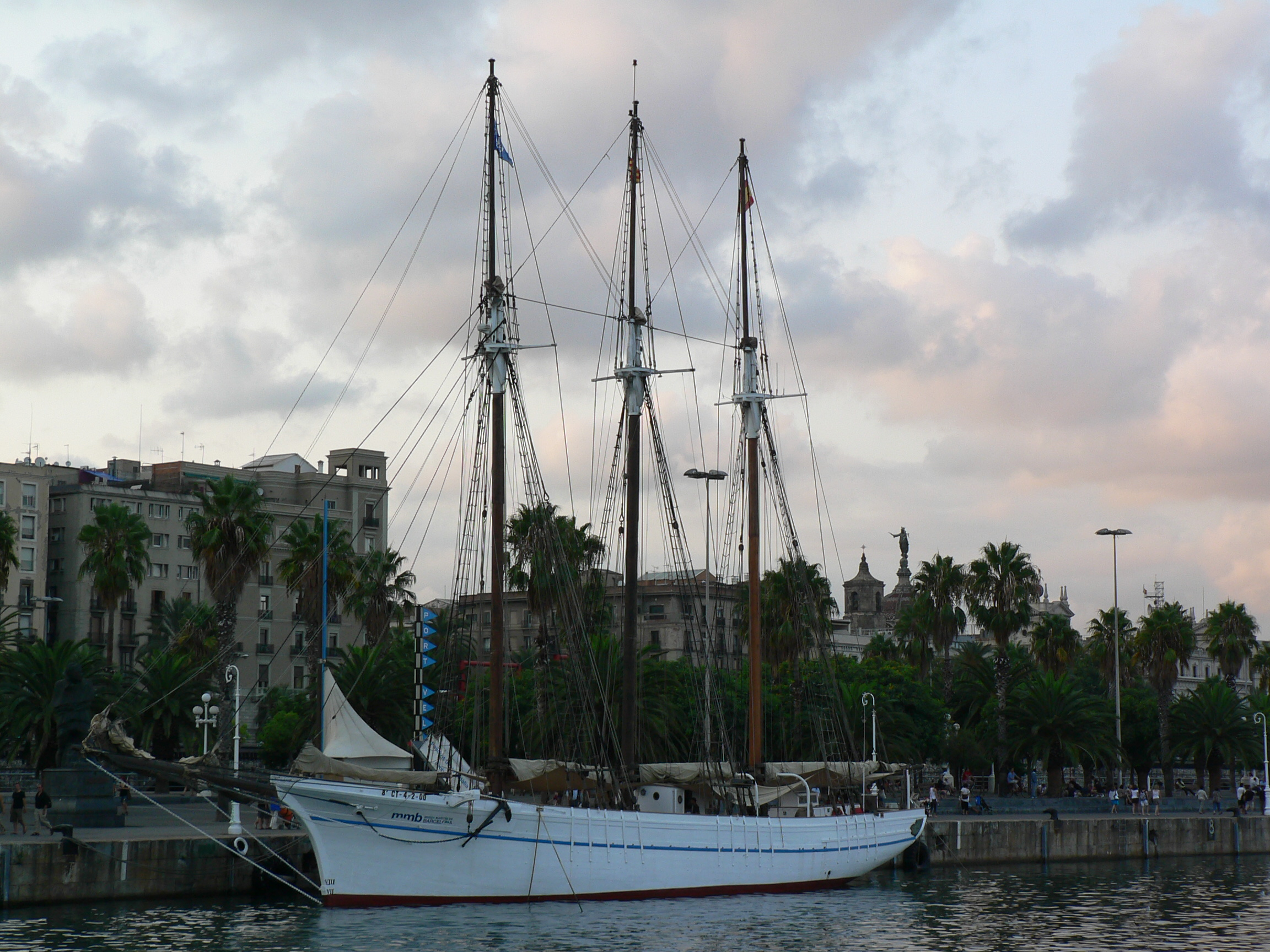
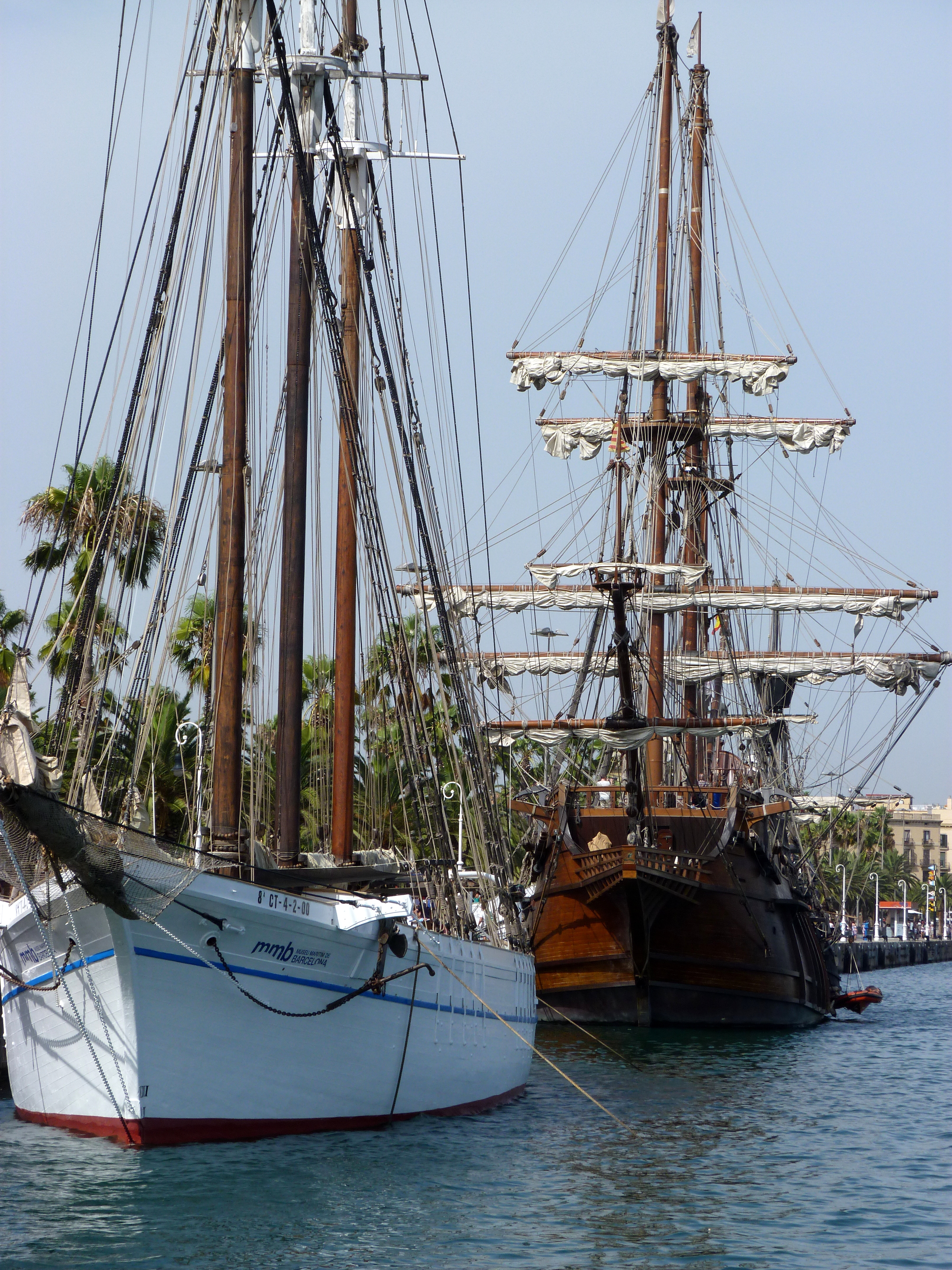
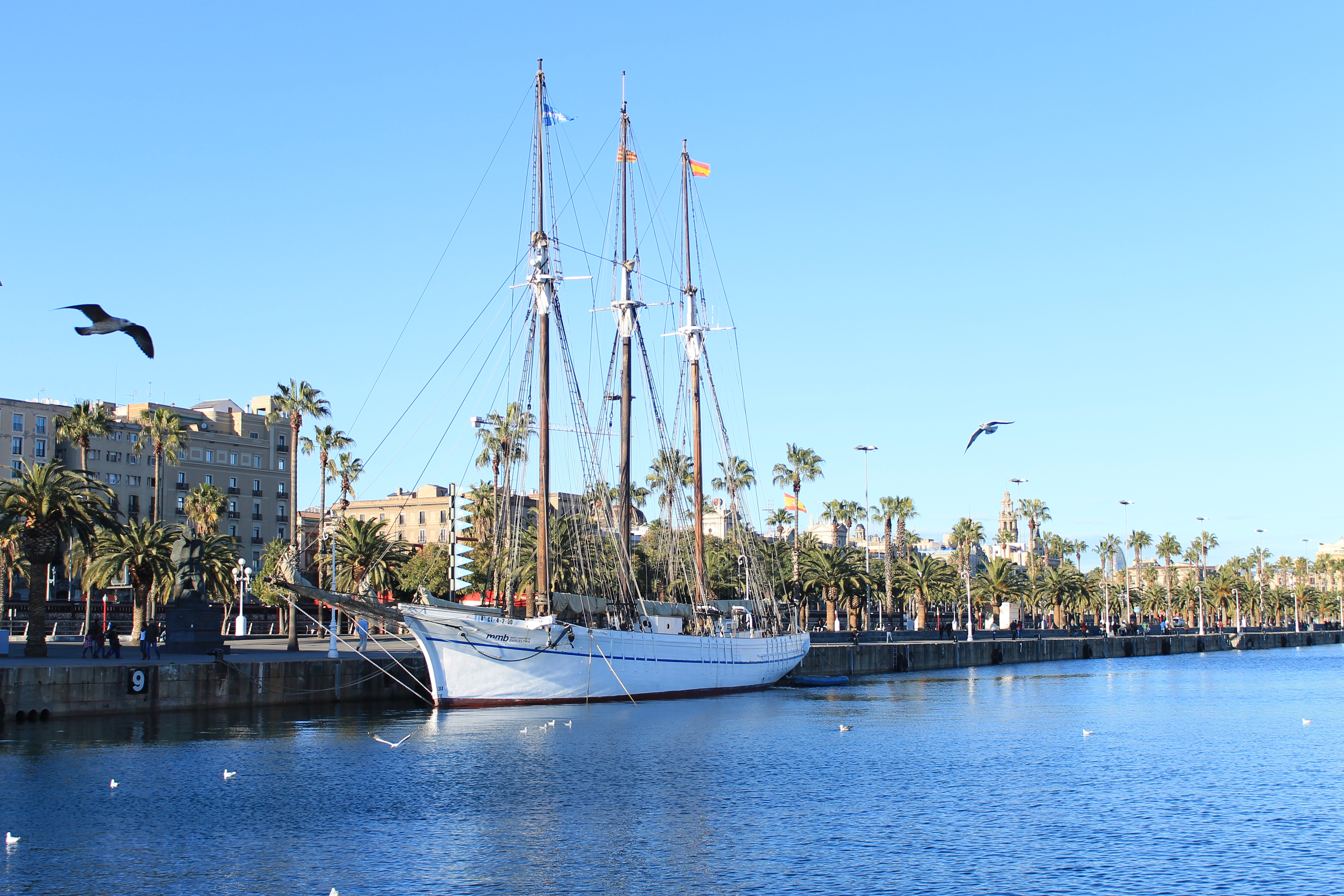
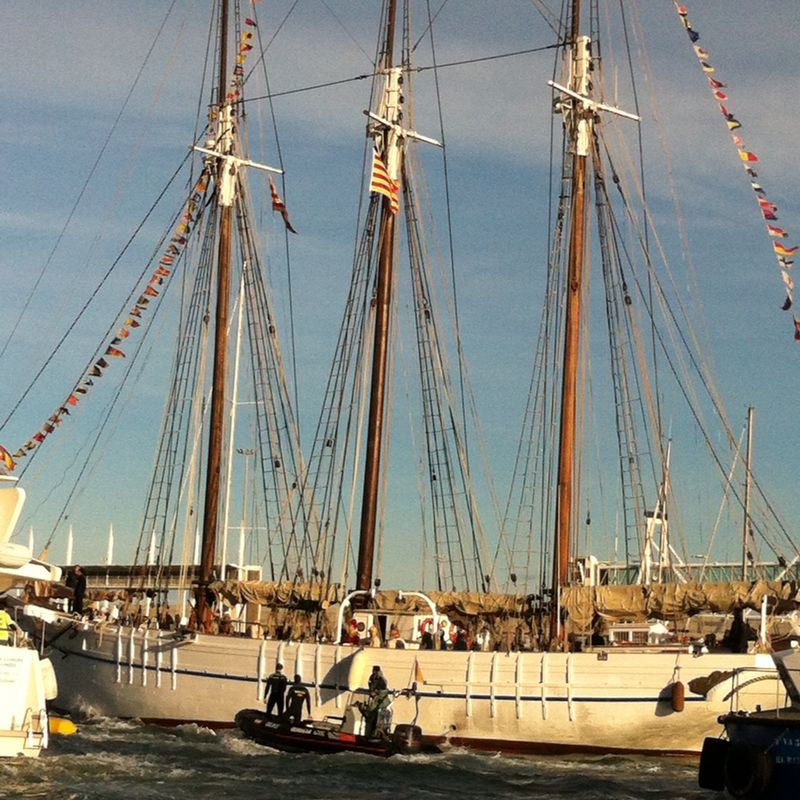